# Deer River (Minnesota)
Deer River és una població dels Estats Units a l'estat de Minnesota. Segons el cens del 2000 tenia 903 habitants.

## Demografia
Segons el cens del 2000, Deer River tenia 903 habitants, 389 habitatges, i 220 famílies. La densitat de població era de 328,9 habitants per km².
Dels 389 habitatges en un 27,2% hi vivien nens de menys de 18 anys, en un 41,9% hi vivien parelles casades, en un 10,3% dones solteres, i en un 43,2% no eren unitats familiars. En el 39,3% dels habitatges hi vivien persones soles el 24,7% de les quals corresponia a persones de 65 anys o més que vivien soles. El nombre mitjà de persones vivint en cada habitatge era de 2,19 i el nombre mitjà de persones que vivien en cada família era de 2,94.
Per edats la població es repartia de la següent manera: un 24,4% tenia menys de 18 anys, un 8,3% entre 18 i 24, un 23,3% entre 25 i 44, un 17,7% de 45 a 60 i un 26,4% 65 anys o més.
L'edat mediana era de 41 anys. Per cada 100 dones de 18 o més anys hi havia 77,9 homes.
La renda mediana per habitatge era de 21.900 $ i la renda mediana per família de 32.273 $. Els homes tenien una renda mediana de 29.063 $ mentre que les dones 15.156 $. La renda per capita de la població era de 13.078 $. Entorn del 10,3% de les famílies i el 17,3% de la població estaven per davall del llindar de pobresa.

## Poblacions més properes
El següent diagrama mostra les poblacions més properes.